# VDSL
A VDSL (Very high bit-rate Digital Subscriber Line) (Nagy sávszélességű digitális előfizetői vonal) a ma használatos ADSL technológiák egy továbbfejlesztett változata, segítségével csavart rézérpáron a korábbinál gyorsabb digitális adatátvitel érhető el. Az ITU-T G.993.1 szabvány írja le. Az elméleti 100 Mbit/s-os maximumát csak a DSLAM közelében nyújtja:
- 0,0 km – 100 Mbit/s
- 0,5 km – 60 Mbit/s
- 1,0 km – 40 Mbit/s
- 1,5 km – 25 Mbit/s
- >1,5 km – az ADSL2+ szabvánnyal azonos

Ez a sebesség már elegendő a HDTV szolgáltatások nyújtásához. A két lehetséges moduláció közül (QAM és DMT) a DMT-t használják.

## VDSL2
A VDSL2 a fenti technológia továbbfejlesztése. Az ITU-T G.993.2 szabvány írja le. Az elméleti 250 Mbit/s-os sebességet szintén csak a központ pár száz méteres közelében nyújtja:
- 0,0 km – 250 Mbit/s
- 0,5 km – 100 Mbit/s
- 1,0 km – 50 Mbit/s
- 1,0-1,6 km – a VDSL szabvánnyal azonos
- >1,6 km – az ADSL2+ szabvánnyal azonos

## Hazai helyzet
Hazánkban 2007 nyarán indult meg a VDSL2+ tesztelése, a kereskedelmi szolgáltatás végül 2008. októberétől indult el. (Magyar Telekom nagykereskedelmi VDSL) Az elindulás után közvetlenül egy másik bejelentés is következett, ahol is a T-Home márkanéven elindult VDSL hálózati elérést elérhetővé teszi viszonteladói partnereknek is, a kábelhálózatot üzemeltető Magyar Telekom.
A bejelentéssel egy időben megjelent a vdsl.lap.hu weboldal is, ami összegyűjtve mutatja meg a hazai és külföldi kínálatot, szakmai hátteret, és a hasonló sávszélességet biztosító alternatív megoldásokat.